# Wrightbus
Wrightbus, kurz auch Wright genannt, ist ein nordirischer Hersteller von Omnibussen und Bus-Bausätzen, sowie ein ehemaliger Hersteller von Aufbauten für Nutzfahrzeuge mit Sitz in Ballymena. Das Unternehmen ist Teil der Wrights Group, die weitere Unternehmen enthält, welche Komponenten für Wrightbus entwickeln und herstellen sowie die Kundenbetreuung sicherstellen.

## Geschichte

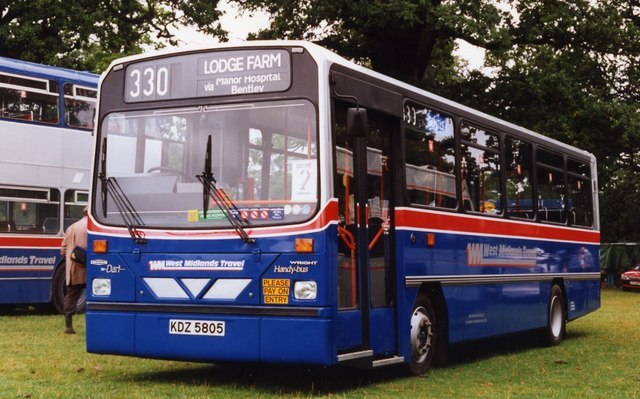
Wright Handybus auf Basis des Dennis Dart

Wrightbus wurde 1946 gegründet, nachdem der Tischler und Firmengründer Robert Wright von einer lokalen Bäckerei den Auftrag bekommen hatte, deren Lieferwagen mit Aufbauten aus beplanktem Holz zu reparieren. Der so entstandene Karosseriebau-Betrieb stellte in den ersten Jahren Verkaufswagen und Aufbauten für Lastwagen her, gleichzeitig entstanden die ersten Aufbauten für Busse auf Basis von Fahrgestellen von leichten Lastwagen.
Den ersten Aufbau für einen Stadtbus präsentierte Wright im Jahr 1978. Das Gerippe dafür war aus Stahl gefertigt, was den Ansprüchen des Herstellers an die Korrosionsbeständigkeit nicht genügte. In der Folge suchte man nach Alternativen und wurde in der Schweiz fündig: Das 1980 von Alusuisse vorgestellte Baukastensystem M5438 aus Aluminium-Spezialprofilen war speziell auf die Ansprüche der Busherstellung ausgerichtet. Ab 1986 wurden so Buskarosserien unter Lizenz von Alusuisse in den Wright-Werkhallen in Ballymena hergestellt. Die Fahrzeugtypen mit Aluminiumaufbau fanden ab Anfang der 1990er Jahre guten Absatz in Großbritannien. Insbesondere der als Handybus bezeichnete Midibus auf Basis des Dennis Dart sowie der Endurance auf Basis des Volvo B10B trugen dazu bei, dass Wright später Marktführer im Britischen Markt wurde.

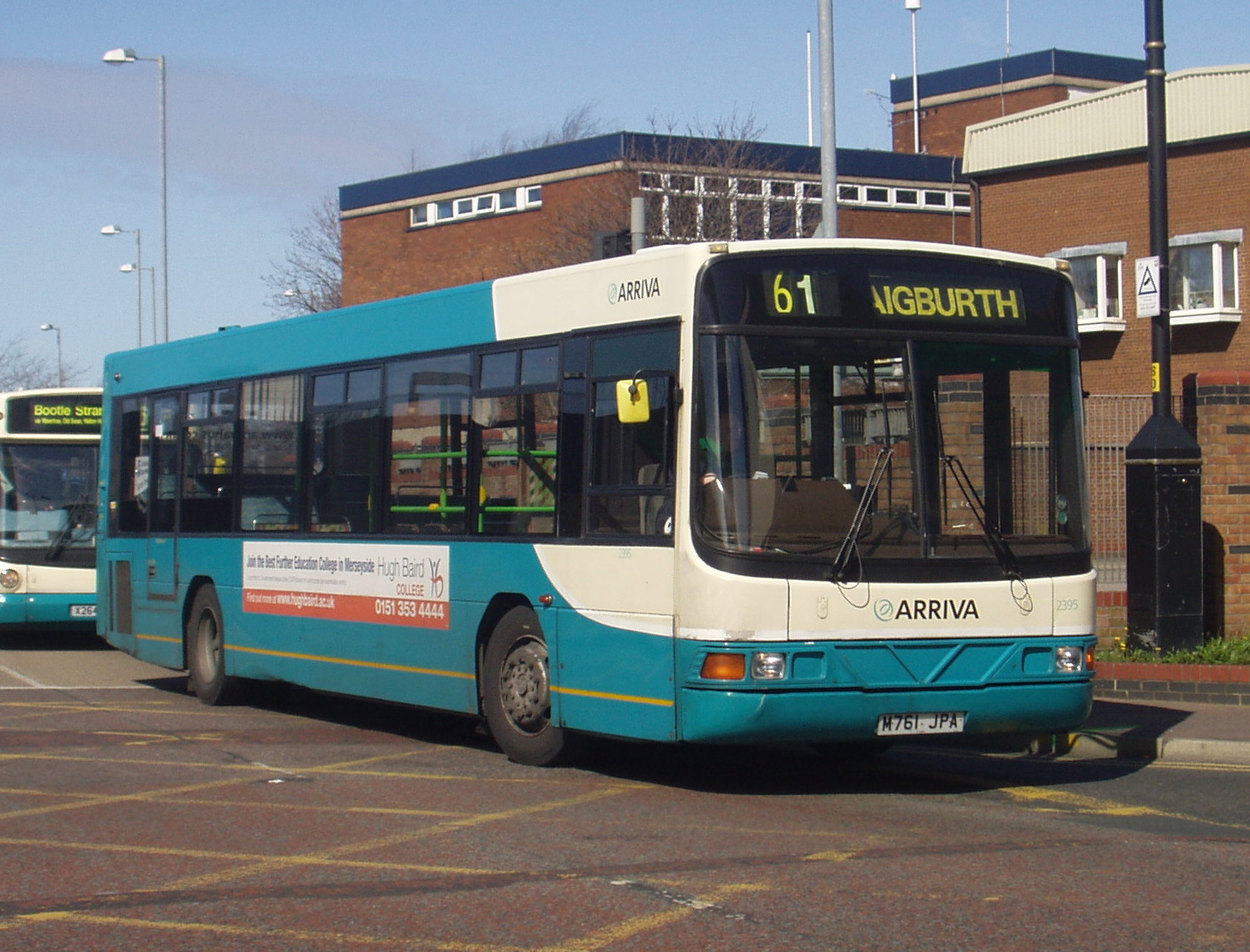
Wright Pathfinder auf Dennis-Lance-Chassis

Bereits im Jahr 1993 stellte Wright mit dem Pathfinder 320 den ersten eigenen Niederflurbus mit Fahrgestellen von Dennis und Scania vor, 1996 folgte der Liberator auf dem Chassis des Volvo B10L. Das auf Hochflurbusse ausgelegte Alusuisse-System schränkte allerdings die Anordnung der Aggregate deutlich ein und die Entwürfe der Fahrzeuge mussten stets von den Schweizer Ingenieuren auf die Belastbarkeit geprüft werden. Daher entschied Wright, den Lizenzvertrag auslaufen zu lassen und eröffnete im Herbst 1996 eine eigene Ingenieurabteilung, die die bestehenden Konstruktionen weiterentwickelte. In einer ersten Phase behielt man das Design aus Zeiten der Alusuisse-Lizenz bei, adaptierte es allerdings auf weitere Fahrgestelle. Die wichtigste Entwicklung diesbezüglich war der Fusion, der erste Gelenkbus im Vereinigten Königreich. Dieser wurde auf Anfrage der First Group auf einem Volvo B10LA-Fahrgestell entwickelt und am 5. Oktober 1999 vorgestellt. Insgesamt 40 Fahrzeuge dieses Typs wurden anschließend von First für den Einsatz in Manchester, Leeds und Glasgow bestellt, ehe der Fahrzeugtyp abgelöst wurde.

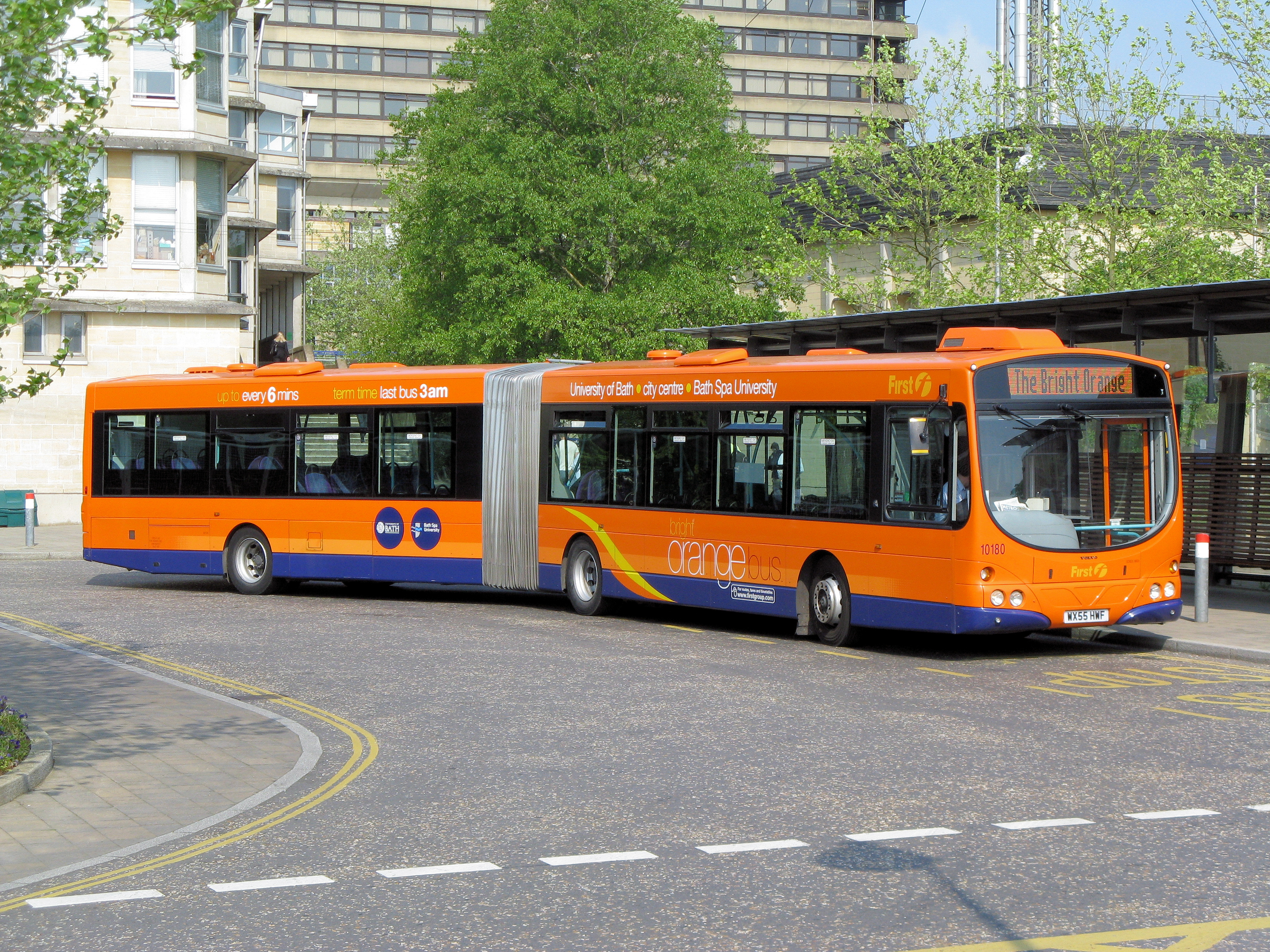
Wright Eclipse Fusion auf Basis des Volvo B7LA

Im Jahr 2000 stellte Wright das Millennium-Design vor, das durch die rundlichen Formen einen klaren Bruch zu den vorher produzierten Buskarosserien darstellte. Mit Einführung des neuen Designs wurden auch die Bezeichnungen der Produkte neu strukturiert. Fahrzeuge auf Fahrgestellen von Volvo hießen neu Eclipse, jene auf Scania Solar und solche auf DAF bzw. VDL Pulsar. Ergänzt wurden die Bezeichnungen für Gelenkwagen durch Fusion sowie für den ab 2001 angebotenen Doppeldeckerbus mit Gemini. Einzig der als Cadet bezeichnete Midibus erhielt kein umfangreiches Facelift und wurde bis 2010 auf VDL-Chassis weitgehend im Design aus den 1990er Jahren produziert.
2006 stellte Wright den StreetCar (englisch für Straßenbahn), einen Gelenkbus auf einem Volvo B7LA-Chassis mit straßenbahnähnlicher Front vor, der für das Bus-Rapid-Transit-System ftr in York entwickelt wurde. Die insgesamt 39 dafür gelieferten Fahrzeuge erregten auch in den Vereinigten Staaten Aufmerksamkeit. 2006 bestellte die Regional Transportation Commission of Southern Nevada (RTC) 50 StreetCars in einer Ausführung für Rechtsverkehr, die gemäß Pflichtenheft als Hybridbusse ausgeführt sein sollten. Da Volvo zu diesem Zeitpunkt kein passendes Fahrgestell im Angebot hatte, verwendete man das BGH-N2C-Chassis der Carrosserie Hess. Nach den beiden ersten Verkaufserfolgen blieben Bestellungen für das StreetCar aus. Im Rahmen der Versuche mit dem ftr-System kamen die ausgelieferten Fahrzeuge auch in Leeds, Swansea und am London Luton Airport zum Einsatz. Nach Einstellung des ftr-Programms 2012 wurden die StreetCars modernisiert und sie sind seitdem als Hyperlink auf der Linie 72 zwischen Leeds und Bradford im Einsatz.
Im Gegensatz zum StreetCar verzeichnete man mit dreiachsigen Doppeldeckerbussen für den asiatischen Markt größere Export-Erfolge. Zwischen 2003 und 2011 lieferte Wright an Kowloon Motor Bus (KMB) in Hongkong insgesamt 500 Fahrzeuge. Zwischen 2010 und 2015 folgten 1000 derartiger Busse, allerdings optisch an den Gemini 2 angeglichen, für SBS Transit in Singapur.

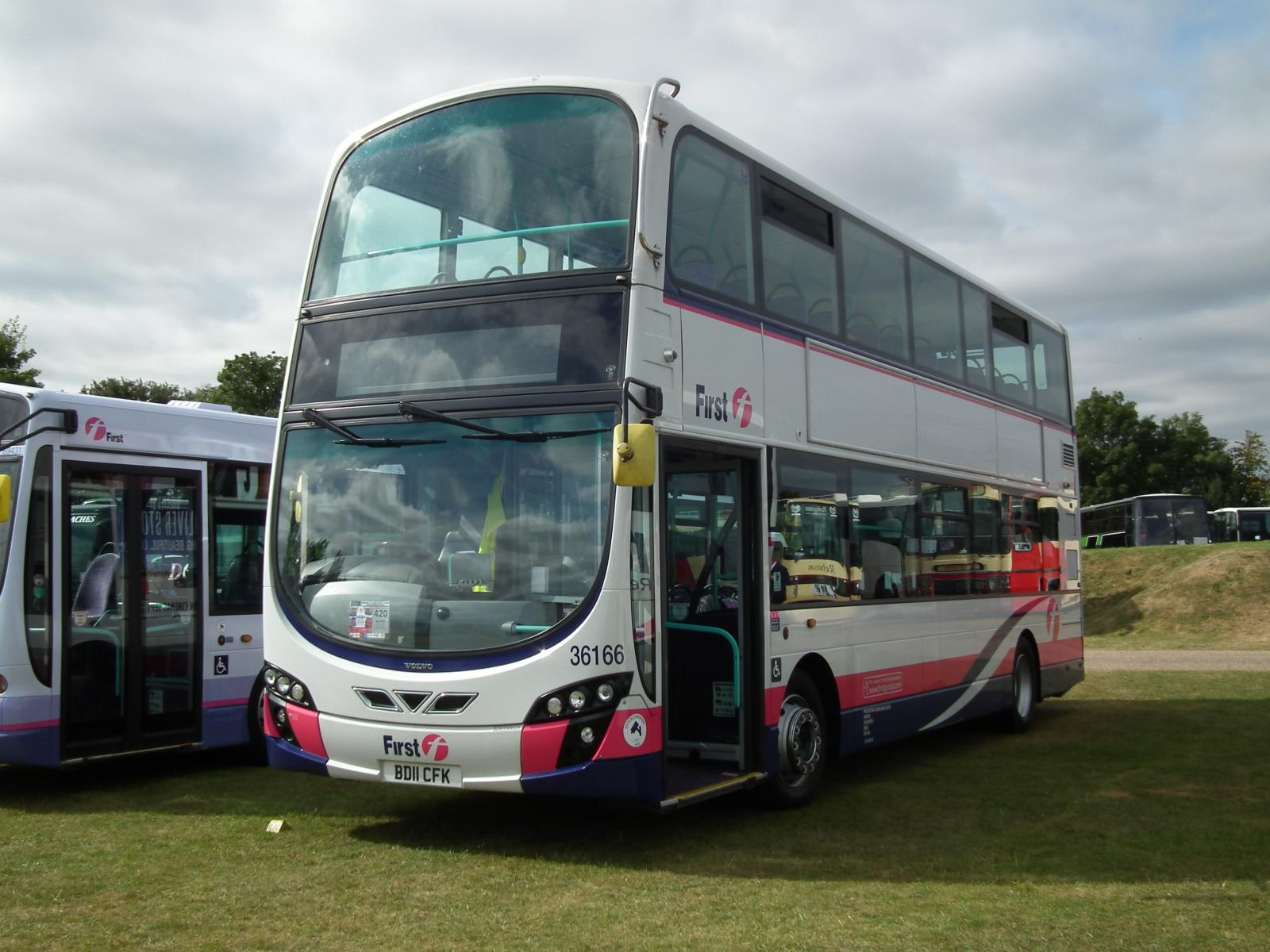
Wright Eclipse Gemini 2 auf Volvo B9TL

2007 stellte Wright mit dem neu entwickelten Gemini 2 neben der konventionellen Variante mit Dieselmotor auch eine Ausführung mit seriellem Hybridantrieb vor. Erstmals in Wrights Firmengeschichte wurden diese Fahrzeuge nicht auf Basis eines kompletten Fahrgestells eines Fremdherstellers, sondern teil-integral mit Chassis-Modulen von VDL produziert. Der Eindecker Eclipse 2 sowie Doppeldecker-Varianten auf Volvo-Fahrgestellen mit parallelem Hybridantrieb folgten im Jahr 2008 und rundeten die neue Fahrzeuggeneration mit optischer Verwandtschaft zum StreetCar ab.
Im Dezember 2009 erhielt Wright den Zuschlag, für London einen Bustyp, der an die berühmten Routemaster erinnern sollte, zu entwickeln. Der erste Prototyp mit einem Antriebsstrang von Cummins und Siemens sowie einem speziell entwickelten Fahrwerk wurde 2011 ausgeliefert, die Inbetriebnahme der Serienfahrzeuge folgte ab Frühling 2012. Bis Dezember 2017 wurden insgesamt 1000 dieser sogenannten New Routemaster mit drei Türen und zwei Treppen hergestellt, bevor die Londoner Regierung aus Kostengründen entschied, auf weitere Beschaffungen zu verzichten. Der New Routemaster ist allerdings zusammen mit dem 2016 vorgestellten Short Routemaster (zwei Türen, eine Treppe) auf einem Volvo B5TL-Fahrgestell weiterhin im Programm von Wright.

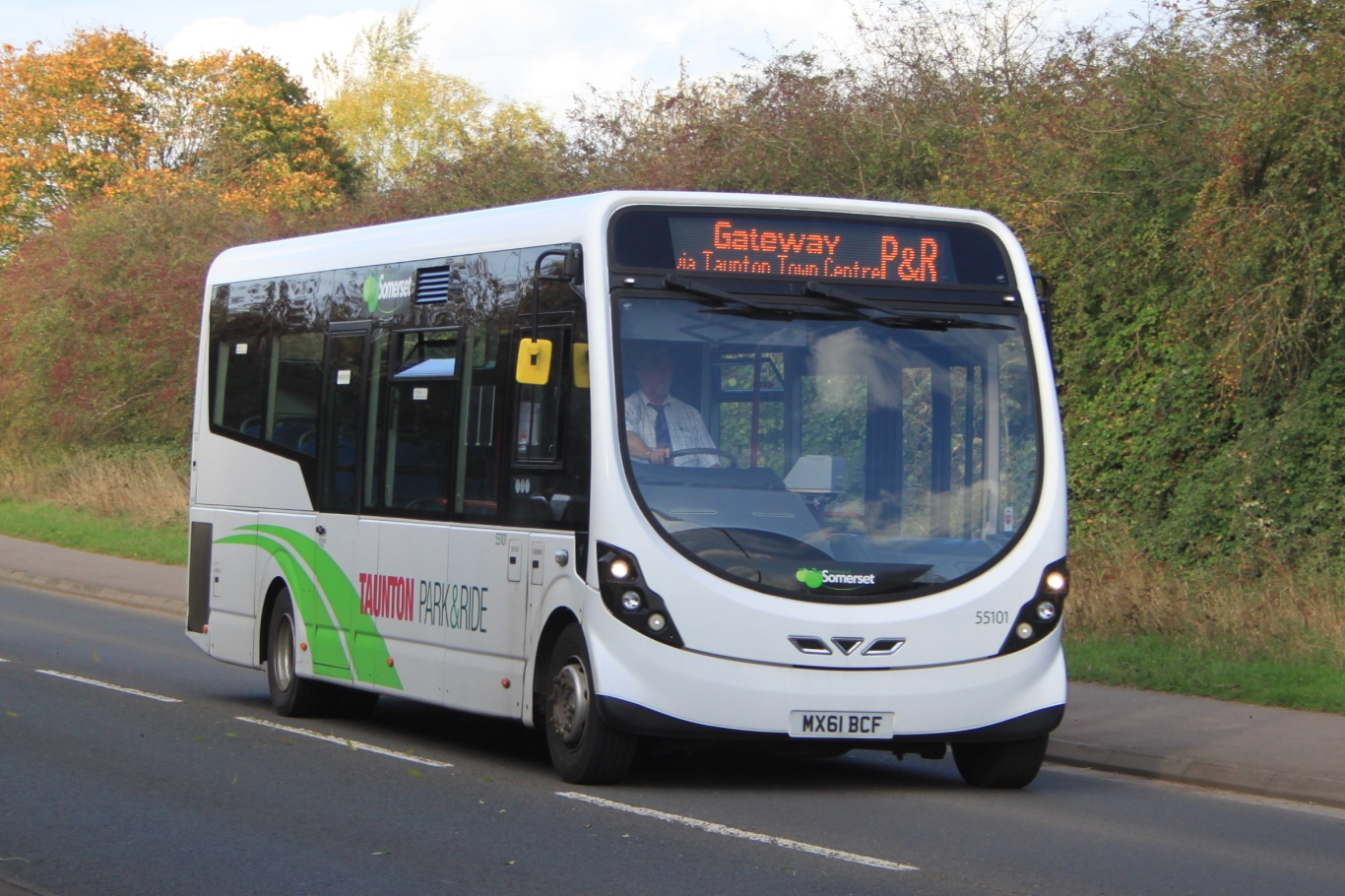
Wright StreetLite WF

Als Nachfolger des Midibusses Cadet wurde 2010 der StreetLite vorgestellt, wobei die äußerliche Erscheinung der neuen Baureihe wurde nur teilweise den übrigen Baureihen angepasst. Der StreetLite ist mit klassischer Achsanordnung (door forward) in einer 10,2 und 10,8 Meter langen Version und seit 2011 als wheel forward-Version (WF) mit Vorderachse vor der Fahrgasttür und 8,8 bzw. 9,5 Meter Länge verfügbar. 2012 folgte die 11,5 Meter lange Solobus-Variante StreetLite Max und ab Oktober 2013 wurden die kurzen WF-Versionen in Kontinentaleuropa auch als VDL Citea MLE vertrieben.

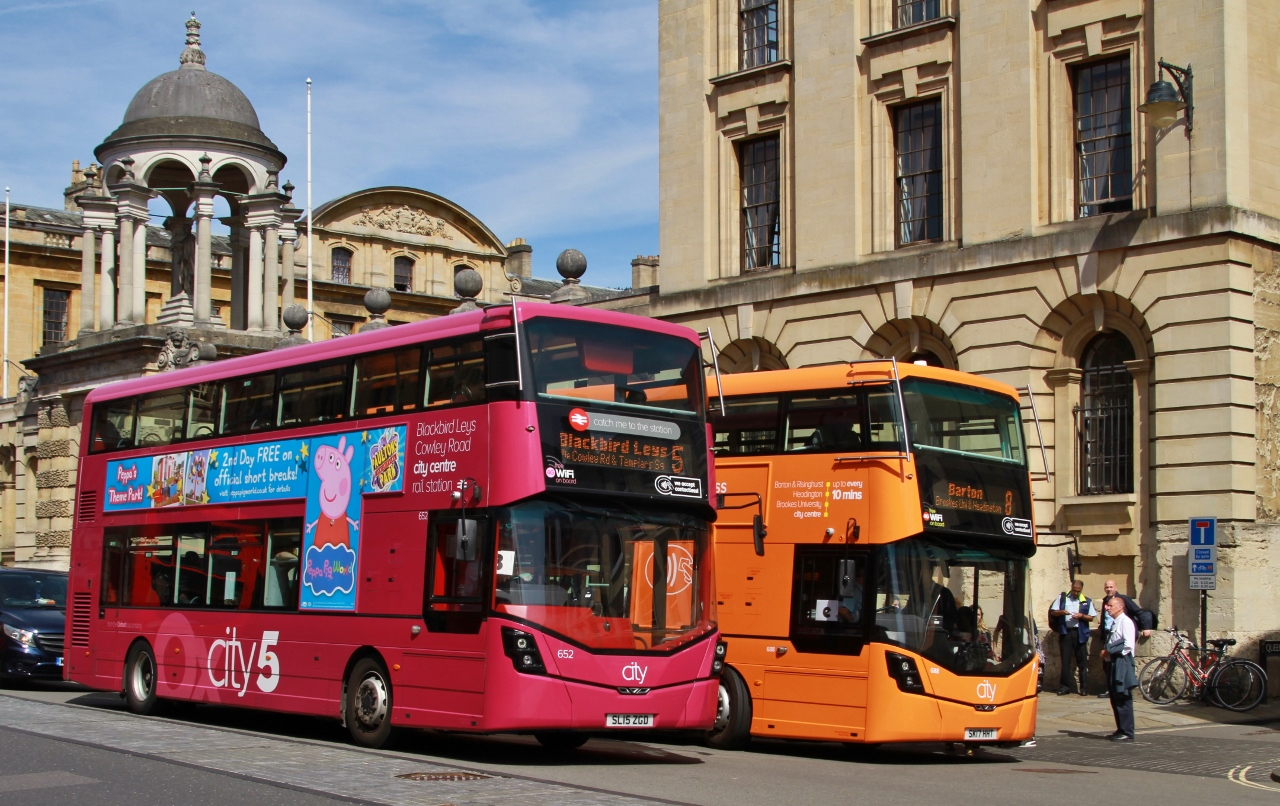
Zwei Wright StreetDeck

Mit Einführung der Euro-6-Norm per 2014 passte Wright die Erscheinung der Gemini-Baureihe im Rahmen einer Modellpflege an. Neben dem Gemini 3 auf einem Volvo-Chassis wurde zudem der StreetDeck, ein integraler Doppeldecker mit einem 5.1-Liter-Dieselmotor von Daimler, eingeführt. Die Eindecker-Baureihen StreetLite und StreetCar wurden dagegen nur technisch angepasst.
Im Juli 2019 wurde bekannt, dass Wrightbus in wirtschaftliche Schwierigkeiten geraten sei und einen Käufer suche. Nachdem sich diese erfolglos erwies, teilte ein Firmensprecher am 25. September 2019 mit, dass das Unternehmen Insolvenz angemeldet habe. Als ursächlich galt, dass Kunden aufgrund der Unsicherheit über einen bevorstehenden Brexit bereits erteilte Aufträge verschoben hatten. Rund 1200 Mitarbeiter wurden freigestellt, 50 weitere zur Abwicklung des Betriebs behalten.
Wrightbus wurde im Oktober 2019 von der Bamford Bus Company (BBC) übernommen und arbeitet jetzt unter der Leitung von Jo Bamford (Sohn des Vorstandsvorsitzenden von J.C. Bamford Excavators) an der Brennstoffzellenintegration wie auch am Ausbau der H2-Infrastruktur.

## Aktuelle Produkte

### Eindeckerbusse
- GB Kite Hydroliner FCEV: Solobus mit Wasserstoffantrieb
- GB Kite Electroliner BEV: Solobus mit batterieelektrischem Antrieb
- GB Hawk: Solohybridbus mit Mercedes-Benz OM934-Dieselmotor

### Doppeldeckerbusse
- StreetDeck Hydroliner: Doppeldeckbus mit Wasserstoffantrieb
- StreetDeck Electroliner: Doppeldecker mit batterieelektrischem Antrieb
- StreetDeck Ultroliner EU6: Doppeldecker mit Hybridantrieb und Dieselmotoren von Mercedes-Benz oder Cummins